# Groselheira
A groselheira (Ribes uva-crispa, sin. R. grossularia L.) é uma espécie das Ribes, nativa da Europa, da África setentrional e do Sudoeste asiático. É uma das muitas espécies semelhantes no subgênero Grossularia; para as outras espécies relacionadas, ver a página sobre o gênero Ribes.
Embora comumente classificada como um subgênero das Ribes, alguns taxonomistas a reconhecem como um gênero separado, embora os híbridos entre a groselheira e a groselheira-negra — cujo fruto é o cassis — sejam possíveis. O subgênero Grossularia em algo difere da groselheira-negra, principalmente nos caules espinhosos e nas flores que crescem juntas em até três unidades por ramo, e não em racemos.
O fruto (ou pseudobaga) da groselheira, a groselha, é usado na fabricação de xaropes e na culinária de sobremesas.

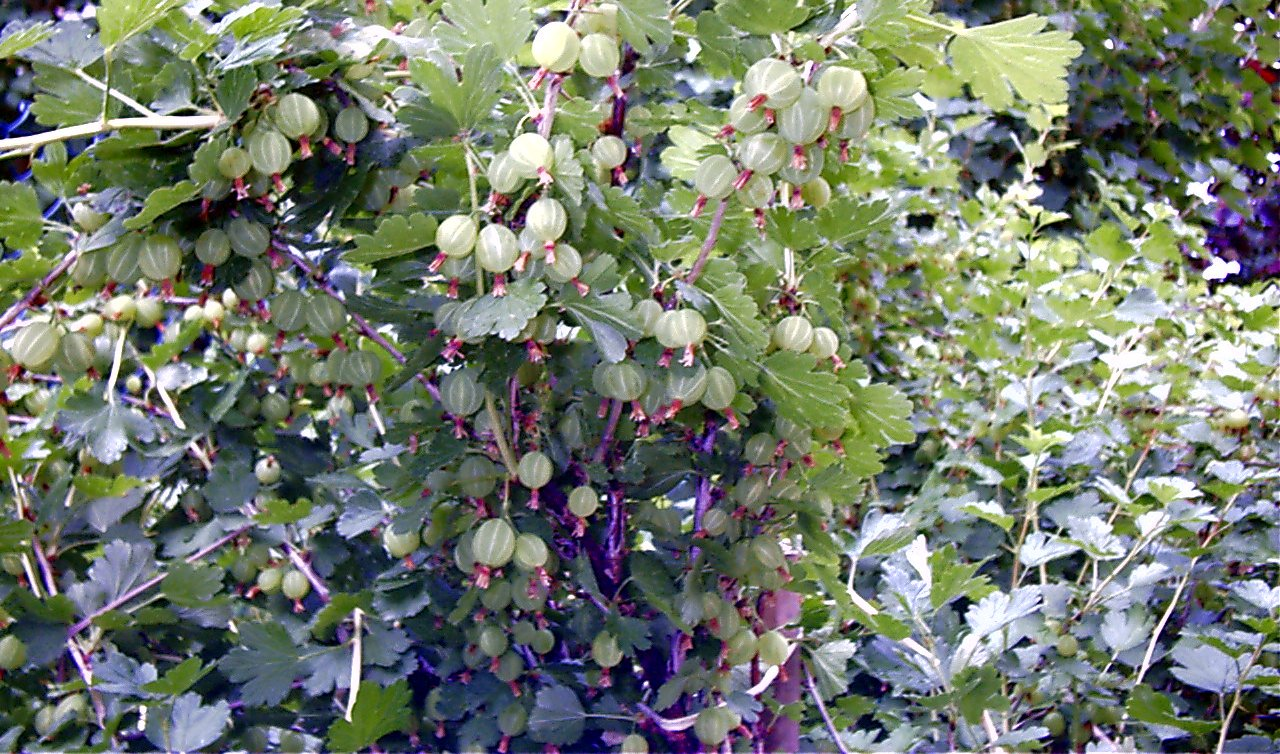
Groselheira

## Hábitos
A groselheira é um arbusto que cresce de 1 a 3 m de altura, com galhos grossos cobertos por espinhos afiados, projetando-se um a um ou em ramos com dois ou três deles. As flores em campânula são produzidas uma a uma ou em pares, dos grupos das folhas bastante recortadas e com 3 a 5 lóbulos. Os frutos da groselha selvagem são menores que os das variedades cultivadas, mas freqüentemente têm sabor apreciável; geralmente são pilosos e de cor verde, mas há variações avermelhadas, ocasionalmente até o roxo escuro.

## Geografia
A groselheira é originária da Europa e da Ásia ocidental, crescendo naturalmente nos bosques cerrados dos Alpes até os campos rochosos mais baixos, da França até o Himalaia e a Índia peninsular.
Na Grã-Bretanha, os arbustos se encontram em bosques emaranhados, cercas-vivas e perto de antigas ruínas, mas a groselheira é cultivada lá há tanto tempo que é difícil distinguir os arbustos selvagens, ou mesmo onde a espécie se insere na flora nativa da ilha. Por ser hoje comum em alguns dos declives dos Alpes do Piemonte e da Saboia, é não se sabe se os romanos conheciam a groselha, embora se possa estimar por conta de uma vaga passagem do livro Naturalis Historia de Plínio, o Velho; os verões quentes da Itália, tanto antigamente como no presente, seriam desfavoráveis ao seu cultivo. Embora as groselheiras sejam hoje abundantes na Alemanha e na França, não parece ter sido profuso seu crescimento aí até a Idade Média, embora a groselha tenha adquirido algum valor medicinal pelas propriedades antitérmicas de seu suco ácido.
William Turner descreve a groselheira em sua obra Herball, escrita nos meados do séc. XVI, e alguns anos mais tarde é mencionada em uma das trovas de Thomas Tusser como objeto corriqueiro da jardinagem. Variedades melhoradas apareceram pela primeira vez provavelmente em hortas da Holanda. Até finais do séc. XVIII, a groselheira se tornaria um objeto favorito da horticultura, especialmente em Lancashire, onde os plantadores de algodão cultivaram numerosas variedades de sementes, direcionando esforços principalmente para aumentar o tamanho dos frutos.

## Clima
O clima das ilhas britânicas parece especialmente adaptado para se produzirem groselhas próximas da perfeição, e podem crescer com sucesso até mesmo nas regiões mais setentrionais da Escócia — diz-se que o sabor melhora quanto maior a latitude. Na Noruega, os arbustos florescem em jardins da costa oeste até próximo ao círculo ártico, e é encontrado em latitudes de até 63°. Os secos verões das planícies francesas e alemãs são menos apropriados, embora cresçam em localidades montanhosas com algum sucesso. A groselheira cresce bem ao sul da Inglaterra em locais frios, e pode ser encontrada em jardins nas cercanias de Londres sob a sombra parcial de macieiras; ao norte, porém, necessita de total exposição ao sol para que frutifique perfeitamente. Adapta-se a quase todo tipo de solo, mas prefere a marga ou o aluvional negro, e, embora seja uma planta de lugares secos, tolera terrenos úmidos desencharcados.

## Cultivo
É mais fácil de se propagar a groselheira com mudas que com o crescimento das sementes; cortes feitos no outono enraízam rapidamente e começam a frutificar em poucos anos.
Pode ser necessária podar com freqüência; os frutos são produzidos nos ramos laterais e nos galhos do ano anterior, tanto que o padrão do séc. XIX era aparar os galhos laterais e talvez podar os ramos principais no inverno, e deixar para apenas desbastar no verão.
A adubação intensa é usada para produção de groselhas grandes, especialmente se a maioria dos frutos é colhida quando ainda pequenos de modo a deixar espaço para o crescimento de mais alguns frutos. O enxerto de groselheiras em variedades ornamentais (como a groselheira-dourada ou Ribes aurum) ou outra espécie de Ribes pode ser de alguma utilidade para esse fim. Alguns plantadores do séc. XIX e outros do começo do séc. XX conseguiram produzir groselhas pesando quase 60 g, mas, como acontece com muitas variedades de frutas, quanto maior o tamanho, mais fraco o sabor.

## Consulte também
- Groselha
- Grossulariaceae, família do gênero Ribes